# Conde Vrolok
Conde Vrolok est une telenovela chilienne diffusée en 2009-2010 sur TVN.

## Acteurs et personnages

### Acteurs principaux
- Álvaro Rudolphy : Conde Domingo Vrolok
- Francisca Lewin : Emilia Verdugo
- Luz Valdivieso : Montserrat Batista
- Marcelo Alonso : Juan de Dios Verdugo
- Claudia Di Girólamo : Elena Medrano / Teresa Salvatierra
- Francisco Reyes : Froilan Donoso
- Alejandra Fosalba : Beatriz Buzeta
- Julio Milostich : Père Faustino Rengifo
- Francisca Imboden : Hermana Victoria Buzeta
- Matías Oviedo : Gabriel Donoso
- Antonia Santa María : Úrsula Verdugo
- Pablo Díaz : Santiago Verdugo
- Paulette Sève : Luisa Verdugo
- Sebastián Layseca : Tadeo Pinto
- Remigio Remedy : Dario Gutiérrez
- Nicolás Pérez : Fernando Gutierrez
- Gabriela Medina : Modesta Pérez

### Párticipations spéciales
- Bastián Bodenhöfer : Barón Lucio Martino
- Héctor Morales : Maximiliano Ariztia
- Violeta Vidaurre : Ercilia Núñez
- María José León : Agustina Ariztia
- Otilio Castro : Pancracio Tancredo
- Jenny Cavallo : Teresa Salvatierra
- Teresa Hales : Alejandra Veliz
- Ángela Vallejos : María
- Paulina Eguiluz : Lucía
- María de los Ángeles Calvo : Ana Mardones

## Diffusion internationale
| Pays      | Chaîne   | Titre        | Série première  |
| --------- | -------- | ------------ | --------------- |
| Chili     | TVN      | Conde Vrolok | 22 octobre 2012 |
| Argentine | TV Chile | Conde Vrolok | 22 octobre 2012 |
| Bolivie   | TV Chile | Conde Vrolok | 22 octobre 2012 |
| Équateur  | TV Chile | Conde Vrolok | 22 octobre 2012 |
| Pérou     | TV Chile | Conde Vrolok | 22 octobre 2012 |
| Allemagne | TV Chile | Conde Vrolok | 22 octobre 2012 |
| Espagne   | TV Chile | Conde Vrolok | 22 octobre 2012 |
| Suède     | TV Chile | Conde Vrolok | 22 octobre 2012 |
| Norvège   | TV Chile | Conde Vrolok | 22 octobre 2012 |
| France    | TV Chile | Conde Vrolok | 22 octobre 2012 |
| Italie    | TV Chile | Conde Vrolok | 22 octobre 2012 |
| Colombie  | TV Chile | Conde Vrolok | 22 octobre 2012 |
| Brésil    | TV Chile | Conde Vrolok | 22 octobre 2012 |
| Portugal  | TV Chile | Conde Vrolok | 22 octobre 2012 |
| Venezuela | TV Chile | Conde Vrolok | 22 octobre 2012 |

### Sources
- (es) Cet article est partiellement ou en totalité issu de l’article de Wikipédia en espagnol intitulé « Conde Vrolok » (voir la liste des auteurs).